# Hélène Lécapène
Hélène Lécapène est une impératrice byzantine du Xe siècle. Fille de Romain Lécapène et de sa femme Théodora, elle naquit vraisemblablement autour de 910 et épousa, encore enfant, l'empereur Constantin VII, lui-même âgé de 14 ans, en avril ou mai 919. Ils n'eurent pas d'enfants avant les années 930, et ne devinrent le seul couple impérial qu'à partir de janvier 945 (déposition et exil des deux frères d'Hélène, Constantin et Étienne Lécapène). Ils régnèrent ensuite jusqu'à la mort de Constantin VII, le 9 novembre 959. Hélène est reconnue pour sa beauté et son intelligence qui se firent remarquer dans l’Empire et à l’extérieur.

## Mise en contexte
Durant le règne d’Hélène Lécapène et de son mari Constantin VII, l’Empire byzantin est en croissance, elle prend de l’expansion territoriale grâce aux guerres. Ceci est possible à cause de la réorganisation de l’État effectuée durant le VIIIe siècle. Pour bien comprendre ce changement, nous devons faire un petit retour dans l’histoire. Constantinople a failli être prise par les Arabes en 717. La ville fut sauvée grâce aux murailles. À la suite de ce saccage, l’Empire byzantin est en période d’organisation. Pour ce faire, l’Empire constitue une administration forte concentrée à Constantinople près de l’Empereur. Un système de défense fut aussi créé pour améliorer l’organisation militaire, les thèmes. Les thèmes correspondent à des régions divisées. Elles sont dirigées par des stratèges. Ce système est particulièrement efficace parce que les soldats sont faciles à déployer et les combattants luttent pour la protection de leurs terres. Ainsi, la nouvelle organisation militaire a permis à l’État byzantin de stabiliser les finances. Ce système perdura pendant plusieurs décennies.

## La dynastie macédonienne (867-1056)

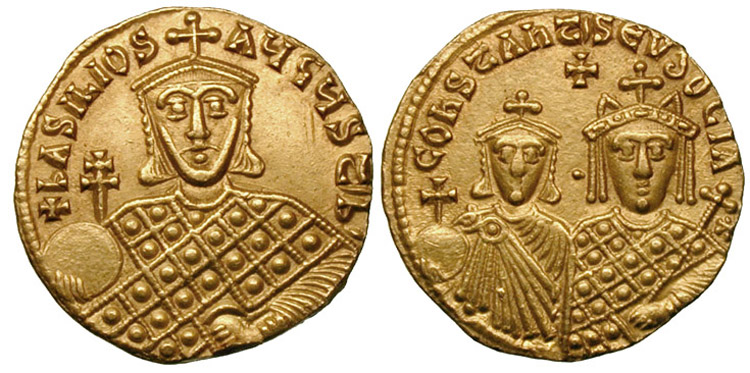
Basile Ier, le premier de la dynastie macédonienne

Par son mariage avec Constantin VII, Hélène Lécapène fit partie de la dynastie macédonienne. Basile Ier fit le premier empereur de cette nouvelle dynastie. Cet homme d’écurie a réussi à se frayer une place dans l’aristocratie byzantine grâce à ses prouesses physiques. En 867, il assassina son mentor Michel III pour obtenir le pouvoir impérial. Une fois au pouvoir, Basile a réussi à rétablir l’ordre dans l’Empire. Il garantit par le fait même la défense de l’Empire byzantin. Ces années de règne donnèrent un prestige à la nouvelle dynastie. Basile I mourut à cause d’un incident à la chasse en 886. Les règles de succession dans l’Empire byzantin veulent que le premier enfant de l’empereur ait le droit, que ce soit un homme ou une femme, de succéder à la tête de l’Empire. Toutefois, c’est le premier fils de la lignée qui est toujours en tête pour la succession. Ainsi, Léon VI a réussi à écarter son frère Alexandre pour diriger l’Empire. Ce nouveau Basileus est connu pour sa sagesse. Quand il prit le pouvoir, il est marié à une femme qu’il n’aime pas. Léon VI resta avec sa femme à cause de la pression exercée par son père. Ainsi, une fois libre du fardeau paternel, Léon VI pensa à se séparer. En 833, la femme de Léon mourut. Durant son premier mariage, Léon a eu une aventure avec Zoé. Une fois sans engagement matrimonial, il décida de vivre son amour. Sa deuxième femme mourut deux années après. À ce moment, l’Empereur n’avait toujours pas d’héritier mâle pour lui succéder. Un troisième mariage n’était pas bien vu par l’Église, néanmoins Léon VI décida d’épouser une troisième femme, Eudocie Baianè. Par malchance, celle-ci mourut un an plus tard sans avoir donné à l’empereur un héritier. Cette fois-ci, la pensée d’un quatrième mariage était horrible pour l’Église. « Aux yeux des Byzantins, une telle union était chose pire que l’adultère. » Léon VI prit une maitresse sans la marier, Zoé Carbonospina. Il réussit à avoir un fils, Constantin VII qui est le mari d’Hélène Lécapène, en 905. Quelques années plus tard, l’empereur Léon VI meurt en mai 912.

## Les premiers pas d’Hélène et le règne conjoint de Constantin VII (912-945)
Constantin fut nommé empereur après la mort de son père en 912. Alexandre, le frère de Léon VI, était le parrain du petit Constantin. Quand son frère mourut, Alexandre prit le rôle de tuteur et il régna sur l’Empire. Selon Charles Diehl, Alexandre détestait Constantin parce qu’il était le seul obstacle à son pouvoir. Heureusement, son règne ne fit pas très long puisqu’en 913 Alexandre trouva la mort. Par la suite, Zoé la mère du petit Constantin et le patriarche Nicolas ont voulu exercer le pouvoir. En 914, quand le patriarche est devenu moins populaire, Zoé en profita pour prendre en main les ficelles de l’Empire. Elle a réussi à diriger pendant cinq années. En 919, Romain le père d’Hélène fait marier sa fille au jeune empereur Constantin VII dans un but stratégique. Romain Lécapène voulait devenir empereur. Durant la même année, il réussit un coup d’État pour prendre le pouvoir et il est devenu l’empereur principal à partir de 920. Il fit au pouvoir de 919 à 944. Romain Ier avait la même ambition que Basile Ier. Cependant, le père d’Hélène n’a pas eu à tuer le jeune empereur Constantin parce que celui-ci ne causait pas trop de problèmes. Il a eu un rôle effacé pendant plusieurs années. Même à un aussi jeune âge, Hélène et Constantin avaient dès leur mariage un espace de vie commune privée.

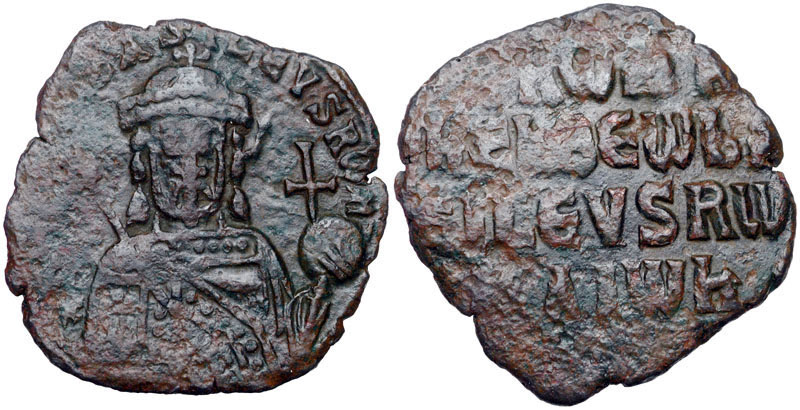
Romain Ier, le père d'Hélène Lécapène

L’âge légal pour le mariage était de 12 ans pour les femmes et de 14 ans pour les hommes, mais il arrivait souvent que les gens se mariassent à un plus jeune âge parce que le mariage était effectué de manière stratégique. Les mariages sont synonymes de diplomatie. Souvent, pour recréer des liens avec une autre puissance, un empereur pouvait donner sa fille en mariage. La sœur d’Hélène, Maria Lécapène, est un exemple de cette stratégie. Elle a été mariée à Peter le Tsar de la Bulgarie en 927.
En 922, Théodora la femme de Romain Ier Lécapène mourut. C’est alors qu’Hélène prit la place de sa mère. Durant le règne de son père, elle a pu l'observer diriger l’Empire et tenir le rôle de l'impératrice. Cela lui sera fortement utile lors de son règne avec son mari, Constantin VII. Romain Ier laissa sa place à la tête de l’Empire en 944 et il mourut en 948. Les deux fils de Romain voulaient prendre le pouvoir impérial. À cause de cette discorde dans la famille Lécapène, Constantin réussit à se démarquer et il a réussi à prendre le pouvoir pour lui seul. Ce fut grâce à l’aide de sa femme que Constantin a pu réellement sortir vainqueur de cette succession. Effectivement, les impératrices jouèrent un rôle primordial dans la passation du pouvoir impériale. Hélène stimula son mari pour devancer ces deux frères et elle confirma l’accession de Constantin.

## Le règne d’Hélène Lécapène et de Constantin VII (945-959)

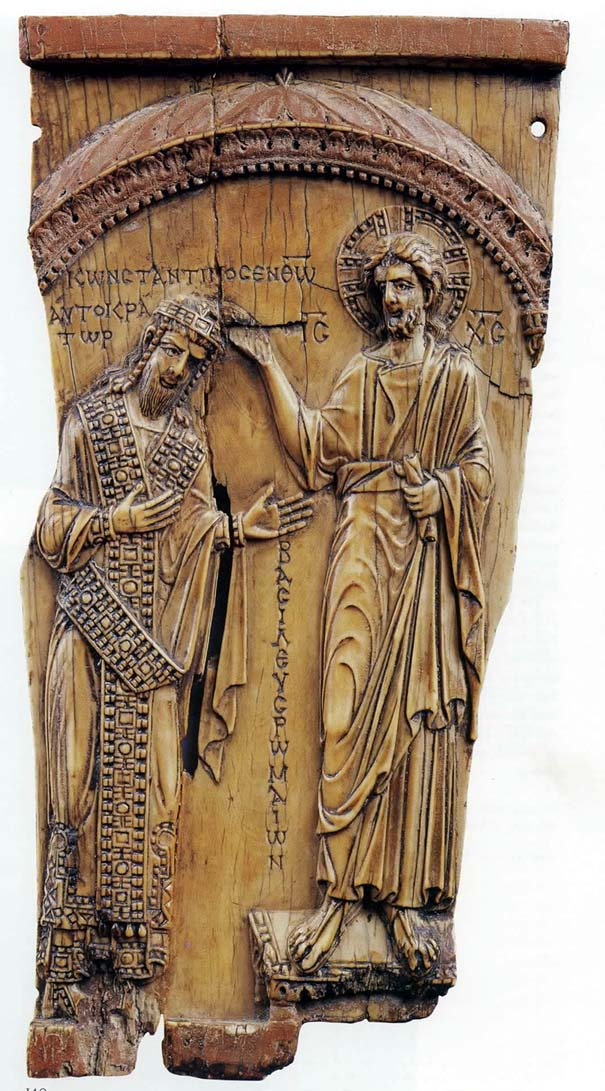
Le couronnement de Constantin VII par le christ

À partir de 945, Constantin VII est devenu l’unique empereur. Il est considéré comme un intellectuel. Constantin avait beaucoup étudié pendant son règne conjoint où il ne prenait pas beaucoup de place. Il était fasciné par les arts. C’est aussi la stabilité de l’Empire qui a permis à Constantin de s’enrichir culturellement. Pendant ce temps, Hélène Lécapène avait vu son frère et son père régner pendant des années. Elle avait appris les rudiments. Ainsi, elle influençait grandement Constantin VII dans ses décisions une fois au pouvoir comme lors de l’accession de Constantin à la tête de l’Empire. Elle l'encouragea fortement à assurer sa gouvernance. Quand elle le pouvait, elle agissait elle-même avec l’aide de Basile, le fils illégitime de Romain.
Une des tâches importantes d’Hélène Lécapène était d’organiser les cérémonies. Pour ce faire, elle devait respecter les protocoles qui exigeaient d’elle d’être aimable et de bien recevoir les dignitaires ainsi que leurs femmes. Un exemple des excellentes habiletés d’Hélène peut se voir lors de la visite de la princesse Olga de Kiev en 957. Pour cette occasion, la femme de Constantin VII doit veiller au banquet et à la réception. Le tout est décrit dans Le livre des cérémonies. Quand Olga fut baptisée en 960, elle prit le nom chrétien d’Hélène parce qu’Olga avait toujours eu un attachement particulier pour cette femme qui l’avait si bien reçu. En outre, parmi les accomplissements d’Hélène Lécapène, nous pouvons rajouter la construction de maisons destinées à une population plus âgée dans Constantinople. Constantin VII et Hélène Lécapène eurent au moins sept enfants, dont deux garçons et cinq filles. Des deux garçons, l'aîné, Léon, mourut en bas âge, et le second, Romain, naquit en 938 ou 939 et devint ensuite l'empereur Romain II. Hélène s’est personnellement occupée de l’éducation de son fils Romain qui est devenu l’Empereur Romain II.
En octobre 959, Constantin VII décéda de cause naturelle, semble-t-il. La cause de la mort n’est pas confirmée parce que Romain II et Théophano ont essayé à deux reprises d’empoisonner Constantin VII. C’est Romain II avec sa femme Théophano qui accédèrent au pouvoir impérial. Nous pouvons dire que Constantin VII et Hélène Lécapène n’ont pas eu de relation extraconjugale. Aucune mention de ce fait n’a été rapportée dans les écrits. De plus, selon la peinture de la mort de Constantin VII, Hélène était au chevet de son mari à ce moment. Après la mort de son père, les cinq filles (Zoé, Théodora, Agatha, Théophano et Anna) furent envoyées au couvent par leur frère peu après son accession au pouvoir en 959, probablement sous l'influence de leur belle-sœur Théophano. Il a aussi voulu y expédier aussi sa mère Hélène. Pour comprendre ce geste, nous devons mentionner que les filles d’Hélène et de Constantin ont eu un haut niveau d’éducation. En outre, elles participaient aux affaires politiques de l’Empire. Ainsi, les cinq sœurs représentaient une menace au pouvoir du nouveau couple impérial. Romain II a voulu envoyer sa mère aussi parce que les figures maternelles impériales représentaient aussi une menace. Certaines mères d’empereur ont réussi à contrôler le royaume. Il est ironique de savoir que Théophano a voulu expédier sa belle-mère dans un monastère quand c’est Hélène qui a fait son éducation au rôle d’impératrice. Théodora, née en 946, fut ensuite extraite de son couvent par Jean Tzimiskès, qui voulut légitimer son usurpation en l'épousant.

## La mort d’Hélène Lécapène

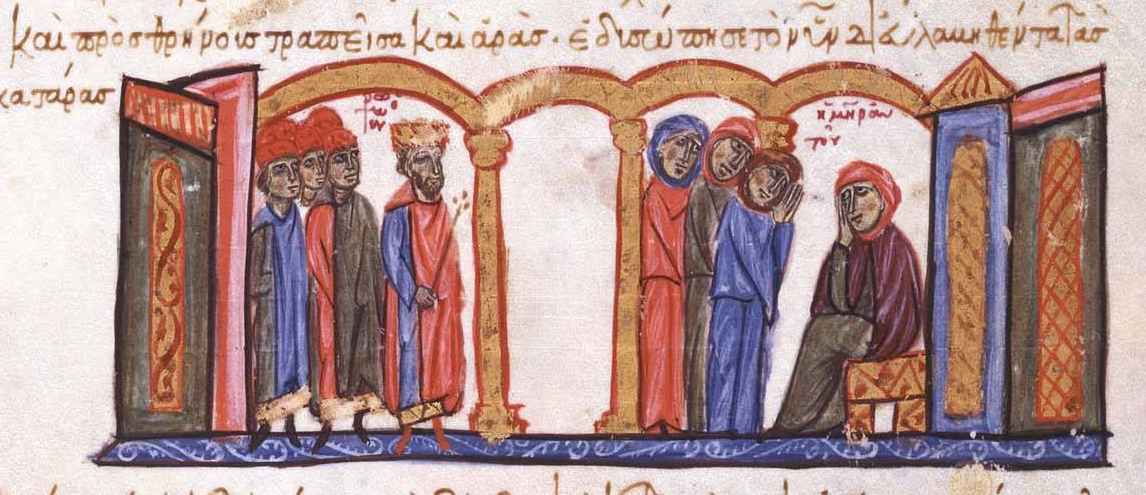
Romain II essaye d'expulser sa mère et ses sœurs du palais

Hélène, retirée de la vie de la cour, peut-être chassée par sa bru Théophano, mourut le 19 septembre 961 ; son décès est un des derniers événements rapportés par la chronique historique contemporaine appelée la Continuation de Théophane (Theophanes Continuatus). Elle eut la réputation d'avoir plus d'énergie que son époux, qui était absorbé dans ses travaux d'érudition. Le livre des cérémonies écrit par Constantin VII raconte comment à la mort d’un empereur ou d’une impératrice les cérémonies funèbres se déroulaient. Premièrement, le corps était déplacé de la résidence à la Triclinos des Dix-Neuf Lits qui était une grande salle de réception majestueuse située à côté de l’hippodrome. À ce moment, les grands dignitaires, les fonctionnaires et les gens d’importance venaient rendre hommage à la dépouille. Par la suite, le corps était déplacé à la Chalcé qui est le palais impérial de Constantinople. C’était au tour de la population de rendre un dernier hommage à l’empereur ou l’impératrice. Pour terminer, le corps était placé dans une chambre funéraire. Tout porte à croire que la cérémonie d’Hélène aurait eu lieu de cette façon comme il est rapporté dans le livre écrit par son mari. Cependant, le corps d’Hélène Lécapène n’est pas avec celui de Constantin VII. Il est avec les membres de sa famille Lécapène au Myrélaion à Constantinople.

## Le rôle des impératrices
Les rôles premiers des impératrices concernaient la philanthropie, la religion, les cérémonies et les affaires familiales. Le rôle philanthropique des impératrices fait partie d’une longue tradition selon Le livre des cérémonies. Effectivement, elles donnaient de leur temps pour partager de la richesse avec les pauvres. Quand une impératrice accédait au pouvoir par l’entremise d’un mariage, celle-ci devait avoir une formation de deux à trois années. Elle apprenait à lire et écrire. En outre, durant le règne de la dynastie macédonienne, la littérature est devenue très importante. Ainsi, la connaissance littéraire d’Hélène fut surement grande surtout si nous nous référons à son mari qui est connu pour être un grand érudit. De plus, les femmes apprenaient notamment les cérémonies et les protocoles pour pouvoir exercer leurs rôles de souveraine. C’était aux impératrices que revenait la responsabilité de garder une image digne, en santé et sophistiquée du pouvoir impérial. Les épouses des empereurs étaient vues comme un agent stabilisateur dans l’Empire byzantin. Pour ce qui est de la charité, les femmes s’occupaient aussi du financement des établissements et elles jouaient un rôle primordial dans les arts. Le rôle le plus important des femmes des empereurs était la procréation. Elles avaient le devoir de fournir des héritiers. Nous pouvons facilement nous référer à l’Empereur Léon VI pour trouver un exemple dans l’histoire. Parmi les habilités que les femmes apprenaient durant leur éducation, nous y retrouvons la confection d’objets comme des vêtements, des bijoux et des tapis. En outre, les impératrices participaient aux audiences. Certainement, elles n’étaient pas à toutes les consultations, néanmoins leur présence fit attester à plusieurs occasions. Les souveraines avaient aussi la responsabilité d’éduquer leurs enfants.
Les impératrices n’étaient pas nécessairement serviles aux empereurs. Elles pouvaient avoir leur richesse personnelle et des terres. Cela s’explique aussi parce que dans l’Empire byzantin les femmes étaient vues comme des égaux intellectuels aux hommes. L’autonomie des impératrices se reflétait aussi dans d’autres sphères. Premièrement, lorsque l’empereur était en voyage ou en excursion, les souveraines pouvaient prendre des décisions exécutives. Ensuite, l’impératrice était responsable d’une grande quantité d’argent. Cet argent servait à financier les monastères, les cérémonies et d’autres occasions. Aussi, les dirigeantes géraient le gynécée. Ceci est l’appartement officiel des femmes. L’empereur n’était pas au courant de ce qui se passait dans ces lieux. Par exemple, la femme de Justinien Théodora a caché un expatrié pendant plus de 12 ans. Pour bien s’occuper de l’endroit, les souveraines avaient des servitudes. Ceux-ci avaient le même titre que ceux pour l’empereur. Les impératrices possédaient leur propre couronne et elles pouvaient sortir en public sans leur mari. Plus important encore, le pouvoir des impératrices venait aussi de Dieu comme c’était le cas pour les empereurs. Finalement, avec tous ces éléments, nous pouvons comprendre que les souveraines possédaient une grande autonomie et une marge de manœuvre pour avoir de l’influence sur la population. Tous ces exemples sont des généralités. Nous ne pouvons pas dire qu’Hélène Lécapène agissait exactement comme cela. Cependant, nous savons qu’elle était une femme forte et intelligente. Ainsi, nous avons une idée beaucoup plus claire de l’étendue de son pouvoir.

### Ouvrages utilisés pour la rédaction de l'article
- Arnold Toynbee, Constantine Porphyrogenitus and his world, London, New York, Oxford University Press, 1973  (ISBN 9780192152534)
- Alfred Rambaud, L’Empire Grec : au dixième siècle, Constantin Porphyrogénète, Paris, Librairie A. France, 1870
- Carolyn Loessel Connor, Women of Byzantium, New Haven, Yale University Press, 2004  (ISBN 0-300-09957-6)
- Charles Diehl, Figures byzantines, Paris, Armand Colin, 1906
- Charles Diehl, Impératrice de Byzance, Paris, Armand Colin, 1959
- Constantin VII Porphyrogénète (trad. et notes Albert Vogt), Le livre des cérémonies, Paris, Les Belles Lettres, coll. Byzantine, 1935-1940, 2 vol
- Steven Runciman, The Emperor Romanus Lecapenus and his reign; a study of tenth-century Byzantium, Cambridge, The University Press, 1929
- Elena Woodacre, Queenship in the Mediterranean : Negotiating the Role of the Queen in the Medieval and Early Modern Eras, New-York, Palgrave Macmillan, 2013  (ISBN 978-1-349-47278-9)
- Judith Herrin, Unrivalled influence : women and empire in Byzantium, Princeton, Princetin University Press, 2013  (ISBN 9780691153216)
- Louis Bréhier, Le monde byzantin : vie et mort de Byzance, Paris, Albin Michel, coll. « L’Évolution de l’Humanité », 1992  (ISBN 2-226-05719-6)
- Lynda Garland, Byzantine Women, Aldershot, Ashgate, coll. « The centre for Hellenic studies, King’s college Londo, Publications 8 », 2006  (ISBN 978-0-7546-5737-8)
- Lynda Garland, Byzantine Empresses : Women and Power in Byzantium ad 527 – 1204, London et New-York, Routlege, 1999  (ISBN 0-415-14688-7)
- Joseph McCabe, The empresses of Constantinople, Boston, Richard G. Badger, 1913
- Michel Kaplan, Byzance, Paris, Les Belles Lettres, 2007  (ISBN 978-2-251-41035-7)
- Mitrofan Vasilevich Levchenko, Byzances des originies à 1453, Paris, Payot, coll. « Bibliothèque historique », 1949